# Anna Witaljewna Gawrilenko
Anna Witaljewna Gawrilenko (russisch Анна Витальевна Гавриленко; * 10. Juli 1990 in Swerdlowsk) ist eine russische Rhythmische Sportgymnastin und Olympiasiegerin.
Bei den Olympischen Spielen 2008 in Peking gewann sie im Alter von 18 Jahren gemeinsam mit Margarita Alijtschuk, Jelena Possewina, Tatjana Gorbunowa, Darja Schkurichina und Natalja Sujewa die Goldmedaille im Teamwettbewerb.